# Sannai
Sannai (jap. 山内村 Sannai-mura) – dawna wieś (mura) w północnej Japonii, na wyspie Honsiu w prefekturze Akita. Włączona w skład miasta Yokote.

## Historia
Wieś Sannai powstała 18 kwietnia 1889 roku z połączenia wsi Ōsawa, Dofuchi, Hiranosawa,
Omatsukawa, Komatsukawa, Kurosawa, Ikada, Nango i Mitsumata. Część dzielnicy Ōsawa została 1 listopada 1959 roku oddzielona i włączona do Yokote. 1 października 2005 roku Sannai wraz z Hiraką, Ōmori, Omonogawą, Jūmonji, Masudą i Taiyū utworzyły miasto Yokote.

## Podział
W obrębie Yokote wyróżnia się dziś dzielnice Sannaitsuchibuchi, Sannaimitsuata, Sannainango, Sannaiomatsukawa, Sannaihiranosawa, Sannaikomatsukawa, Sannaikurosawa i Sannaiosawa.